# Herjeczki Balázs
Herjeczki Balázs (Orosháza, 1987. július 10. –) kézilabdázó, 2009 óta az Orosházi FKSE csapatában játszik, posztja kapus.

## Korábbi csapatai
Pályafutását az Orosházi FKSE csapatában kezdte, ahol 2000 és 2004 között játszott. A gimnáziumi éveit már Budapesten töltötte, ahol a Pler KC csapatát erősítette, egészen 2006-ig, amikor a Győri ETO-hoz igazolt. A győri évek után, 2009 óta ismét az Orosházi FKSE kapusa.

## Eredményei
Herjeczki Balázs a Junior Kézilabda Válogatott tagja volt. (2007-2009)
További eredményei klubcsapataival:
- 2003/2004: NBI/B Junior bajnok (Orosháza FKSE)
- 2004/2005: NBI. Junior bajnok (PLER KC)
- 2006/2007: NBI  7. helyezés (Győri ETO)
- 2007/2008: NBI 12. helyezés (Győri ETO)
- 2008/2009: NBI 13. helyezés (Győri ETO)
- 2009/2010: NBI/B 1. helyezés (Orosházi FKSE)
- 2010/2011: NBI 12. helyezés (Orosházi FKSE)
- 2011/2012: NBI 9. helyezés (Orosházi FKSE)
- 2012/2013: NBI 9. helyezés (Orosházi FKSE)
- 2013/2014: NBI 7. helyezés (Orosházi FKSE)

## Edzői
- Bakó Botond
- Kiss Szilárd
- Nagy Károly
- Tóth László
- Füzesi Ferenc
- Vladan Jordovic

## Külső hivatkozások
- Sporthíradó
- Győri ETO FKC[halott link]
- https://www.youtube.com/watch?v=O_7qa5B6Jrc